# Long Lake, Quận Florence, Wisconsin
Long Lake là một thị trấn thuộc quận Florence, tiểu bang Wisconsin, Hoa Kỳ. Năm 2010, dân số của thị trấn này là 156 người.